# بي جاي بيرن
بول جيفري «بي جاي» بيرن (بالإنجليزية: Paul Jeffrey "P. J." Byrne) (وُلد في 15 ديسمبر 1974 في نيو جيرسي) هو ممثل أمريكي تلفزيوني، معروف بدوره نيكي كوسكوف في ذئب وول ستريت وبولن في مسلسل الرسوم المتحركة لنكلوديون أسطورة كورا.

## النشأة
وُلد بيرن في ميبلوود، نيو جيرسي وأمه إيما إن. (فيرارو) وأبيه بول آي. بيرن الابن، ونشأ في أولد تابان، نيو جيرسي، حيث تخرج من المدرسة الثانوية الإقليمية وادي الشمال في أولد تابان في 1992. وهو أيضًا من أصل إيطالي وأيرلندي.
خريج من كلية بوسطن في تخصص مزدوج في الموارد المالية والمسرح ولديه ماجيستر في الفنون الجميلة من مدرسة المسرح في جامعة دي بول، بيرن كان عازمًا أن يكون موظفًا مصرفيًا استثماريًا بعد الكلية، ولكنه قابل مدرسًا أقنعه بشق طريقه ومتابعة شغفه للتمثيل.

## حياته المهنية
بدأ بول حياته الفنية بأدوار صغيرة في أفلام مثل بروس الخارق والمرح مع ديك وجين ومسحور ولأني قلت هذا. وكان لديه أدوار ضيفية في مسلسلات تلفازية مثل إي آر والجناح الغربي ورينو 911! وإن سي آي إس قبل أن يحصل على دور متكرر في اللعبة.
أصبح بيرن يحصل على أدوار بارزة في أفلام مثل عشاء للأغبياء وتدابير استثنائية والحملة ومدراء فظيعون. وشارك بدور من الأدوار الرئيسية في الوجهة النهائية 5، والذي حصل على نقد إيجابي وكان نجاحًا تجاريًا.
بالإضافة إلى أدواره على الشاشة، قام بيرن بالأداء الصوتي لبولن - شخصية رئيسية - في مسلسل أسطورة كورا منذ بدايته في 2012 وحتى نهايته في 2014.
في 2013، ظهر بيرن في فيلم ذئب وول ستريت للمخرج مارتن سكورسيزي، والذي تلقى نقدًا إيجابيًا وقد رُشِح لجوائز عديدة. في العام التالي، مثَّل في مسلسل استخبارات.

## حياته الشخصية
يقيم بول في لوس أنجلوس مع زوجته جايمي، مديرة الحي في لوس أنجلوس وبيفرلي هيلز للشؤون الصحية ومديرة الشؤون المالية في جمعية الضمور العضلي. لدى بول وزوجته جايمي طفلة واحدة.

## أعماله

### الأفلام
| العام | العنوان                    | الدور                     | ملاحظات                   |
| ----- | -------------------------- | ------------------------- | ------------------------- |
| 2003  | بروس الخارق                | موظف غرفة الأخبار المذعور |                           |
| 2005  | المرح مع ديك وجين          | تنفيذي ضاحك               |                           |
| 2005  | مسحور                      | كاتب                      |                           |
| 2007  | حرب تشارلي ويلسون          | جيم فان ويجنين            |                           |
| 2007  | إيفان الكبير               | موظف إيفان                |                           |
| 2007  | غير محبوب في لوس أنجلوس    | بيري                      |                           |
| 2007  | لأني قلت هذا               | مصور                      |                           |
| 2008  | بي كايند ريوايند           | السيد بيكر                |                           |
| 2008  | أول يوم أحد                | د. بريستون                |                           |
| 2008  | تقبيل أبناء العم           | تاكر                      |                           |
| 2008  | راكب الأمواج يا فتى        | محامي زارنوس              |                           |
| 2008  | رجال أرواح                 | طبيب فلويدز               |                           |
| 2009  | إيجاد النعيم               | غاري                      |                           |
| 2010  | عشاء للأغبياء              | دافينبورت                 |                           |
| 2010  | تدابير استثنائية           | د. بريستون                |                           |
| 2010  | المرشح                     | بول                       | فيلم قصير                 |
| 2011  | ابن الصباح                 | ميتشل زانغويل             |                           |
| 2011  | مدراء فظيعون               | كيني سمرفلد               |                           |
| 2011  | رومانسية جديدة             | بي جاي                    | فيلم قصير                 |
| 2011  | الوجهة النهائية 5          | إسحاق بالمر               |                           |
| 2011  | واشٍ                        | بيري                      |                           |
| 2012  | قهوة                       | باري                      | فيلم قصير                 |
| 2012  | الحملة                     | ريك                       |                           |
| 2012  | كيه-11                     | سي. آر.                   |                           |
| 2012  | الخارق الأخير              |                           | فيلم قصير؛ الكاتب والمخرج |
| 2013  | ذئب وول ستريت              | نيكي "روغارت" كوسكوف      |                           |
| 2014  | سلوك مخزي                  | موشي                      |                           |
| 2015  | الهدية                     | داني ماكدونالد            |                           |
| 2016  | إلويس                      |                           | مرحلة ما بعد الإنتاج      |
| 2016  | مذكرات حقيقية لمغتال عالمي | ترينت                     | مرحلة ما بعد الإنتاج      |
| 2019  | العد التنازلي              | الأب جون                  |                           |

### التلفاز
| العام           | العنوان                        | الدور             | ملاحظات                          |
| --------------- | ------------------------------ | ----------------- | -------------------------------- |
| 2002            | بريسيديو ميد                   | د. ويتبي          | حلقة: “ميلاغروس”                 |
| 2002            | إي آر                          | كين رجل الكشك     | حلقة: "ميت مجددًا"                |
| 2003            | عرين الأسد                     | لاري مايكلز       | حلقة: “دم”                       |
| 2003            | دواء قوي                       | ليفين             | حلقة: "قرارات متهورة"            |
| 2003            | نعم عزيزي                      | إيه دي            | حلقة: "لنحضر جاجي معه"           |
| 2003            | عبر جوردان                     | أبله الطب الشرعي  | حلقة: "شفرة حلاقة أوكهام"        |
| 2005            | الجناح الغربي                  | ديفيد أوربيتس     | حلقة: "على بعد تسعين ميلاً"       |
| 2006            | أولادي                         | كيث لوغر          | حلقة: “مطلق سراحه”               |
| 2006            | جاست ليغال                     | واين              | حلقة: "جسم في صندوق السيارة"     |
| 2006            | رينو 911!                      | العميل بروس بادول | حلقة: "عودة مايك الإسباني"       |
| 2006            | مغامرات العجوز كريستين الجديدة | دوغ               | حلقة: "منفً في شارع ليم"          |
| 2006            | أربعة ملوك                     | شيلدون دراتش      | حلقة: "فيل في الغرفة"            |
| 2006            | توأمان                         | إريك واينر        | حلقة: "خونة ومهوسون"             |
| 2006            | إن سي آي إس                    | روس لوغان         | حلقة: "خداع"                     |
| 2006–2009، 2012 | اللعبة                         | إيرف سميف         | 16 حلقة                          |
| 2007            | فيفا لافلين                    | جونزي             | حلقتان                           |
| 2007            | بوسطن ليغال                    | ماثيو ستاينكيلنر  | حلقة: "بيلا الغارقة"             |
| 2007            | ربات بيوت يائسات               | نيك               | حلقة: "ليس وأنا بالجوار"         |
| 2009            | هانا مونتانا                   | باز بي. بيركلي    | حلقتان                           |
| 2009            | ثلاثة أنهار                    | ديل كوفي          | حلقة: "مكان الحياة"              |
| 2009            | فيلادلفيا دائما مشمسة          | تاد               | حلقة: "العصابة تستغل أزمة الرهن" |
| 2009            | حرق ملحوظة                     | ستايسي كونولي     | حلقة: "قائد لا يخاف"             |
| 2009            | بونز                           | جو فيليون         | حلقة: "سندريلا في الورق المقوى"  |
| 2011            | ذا منتاليست                    | كيران كاروثرز     | حلقة: "افتتان في الأحمر"         |
| 2011            | كاسل                           | توني              | حلقة: "لأحب وأموت في لوس أنجلوس" |
| 2012            | هل أنت هناك يا تشليسي؟         | إليوت             | حلقتان                           |
| 2012–2014       | أسطورة كورا                    | بولن (أداء صوتي)  | 47 حلقة، شخصية رئيسية            |
| 2014            | استخبارات                      | نيلسون كاسيدي     | 11 حلقة                          |
| 2015            | وجود ماري جين                  | آرثر هولتزمان     | حلقتان                           |
| 2016            | فينيل                          | سكوت ليفيت        | 9 حلقات                          |

### ألعاب الفيديو
| العام | العنوان     | الدور |
| ----- | ----------- | ----- |
| 2014  | أسطورة كورا | بولن  |

## وصلات خارجية
- بي جاي بيرن على موقع IMDb (الإنجليزية)
- بي جاي بيرن على موقع روتن توميتوز (الإنجليزية)
- بي جاي بيرن على موقع ألو سيني (الفرنسية)
- بي جاي بيرن على موقع أول موفي (الإنجليزية)
- بي جاي بيرن على موقع قاعدة بيانات الفيلم (الإنجليزية)